# Malapo
Malapo es una localidad del distrito de Tatakamotonga, en Tonga. Tiene una población de 647 habitantes en 2021.